# Jacob Anderson
Jacob Basil Anderson (Brístol; 18 de junio de 1990) es un actor inglés. Es conocido principalmente por interpretar a Gusano Gris en la serie de HBO Game of Thrones.
También es cantante y utiliza el nombre artístico de Raleigh Ritchie. En 2016 publicó su primer álbum titulado You're a Man Now, Boy que obtuvo muy buenas críticas.

## Vida personal
En diciembre de 2018, Anderson se casó con la actriz Aisling Loftus. Tienen dos hijas, nacidas en 2020 y 2024.

## Filmografía

### Cine
| Año  | Título           | Papel   | Notas            |
| ---- | ---------------- | ------- | ---------------- |
| 2008 | Adulthood        | Omen    | Debut como actor |
| 2010 | Chatroom         | Si      |                  |
| 2010 | 4.3.2.1          | Angelo  |                  |
| 2011 | Demons Never Die | Ricky   |                  |
| 2012 | Comedown         | Lloyd   |                  |
| 2012 | Offender         | Patrick |                  |
| 2018 | Overlord         | Duncan  |                  |

### Televisión
| Año            | Título                     | Papel                  | Notas                            |
| -------------- | -------------------------- | ---------------------- | -------------------------------- |
| 2007           | Doctors                    | Ryan Garvey            | Episodio: "Social Disease"       |
| 2007           | The Bill                   | Clayton Fortune        | Episodio: "Code of Silence"      |
| 2007           | The Whistleblowers         | Anthony James          | Episodio: "No Child Left Behind" |
| 2008           | Primeval                   | Lucien                 | Episodio: "#2.4"                 |
| 2008           | Casualty                   | Dom Parke              | Episodio: "Diamond Dogs"         |
| 2008           | Spooks                     | Dean Mitchell          | Episodio: "#7.6"                 |
| 2011           | Injustice                  | Simon                  | 3 episodios                      |
| 2011           | Outnumbered                | Chugger                | Episodio: "#4.2"                 |
| 2012           | Skins                      | Ryan                   | Episodio: "Mini"                 |
| 2012           | Silent Witness             | Dave                   | 2 episodios                      |
| 2012           | Episodes                   | Kevin                  | 8 episodios                      |
| 2012           | Beaver Falls               | Randy                  | Episodio: "#2.2"                 |
| 2013-2014      | The Mimic                  | Steven Coombs          | 10 episodios                     |
| 2013-2019      | Game of Thrones            | Gusano Gris            | 34 episodios                     |
| 2013           | Broadchurch                | Dean Thomas            | 6 episodios                      |
| 2021           | Doctor Who                 | Vinder                 | Series 13                        |
| 2022- presente | Interview with the Vampire | Louis de Pointe du Lac | Elenco principal                 |

### Series web
| Año       | Título                    | Papel       | Notas                  |
| --------- | ------------------------- | ----------- | ---------------------- |
| 2016      | Chicken Shop Date         | Himself     | 1 episodio             |
| 2016-2017 | Game Grumps               | Himself     | 4 episodios            |
| 2017      | Jack & Dean Of All Trades | Marcus Rose | Episodio: "Librarians" |

## Discografía
- You're a Man Now, Boy (2016)
- Andy (2020)

## Premios y nominaciones
| Año  | Organizador                      | Premio                                                   | Trabajo         | Resultado |
| ---- | -------------------------------- | -------------------------------------------------------- | --------------- | --------- |
| 2014 | MOBO Awards                      | Best Newcomer                                            | Raleigh Ritchie | Nominado  |
| 2015 | Premios del Sindicato de Actores | Outstanding Performance by an Ensemble in a Drama Series | Game of Thrones | Nominado  |
| 2016 | Urban Music Awards               | Best newcomer                                            | Raleigh Ritchie | Nominado  |
| 2017 | Premios del Sindicato de Actores | Outstanding Performance by an Ensemble in a Drama Series | Game of Thrones | Nominado  |